# Hyper Hyper
Hyper Hyper – drugi singel grupy Scooter. Znajduje się na albumie wydanym w 1995, który nosi nazwę ...and the Beat Goes On!.
Singel został nagrodzony w 1995 jako singiel roku na Międzynarodowym Zjeździe Wokalistów z ponad 35 państw świata.